# Boekenkast

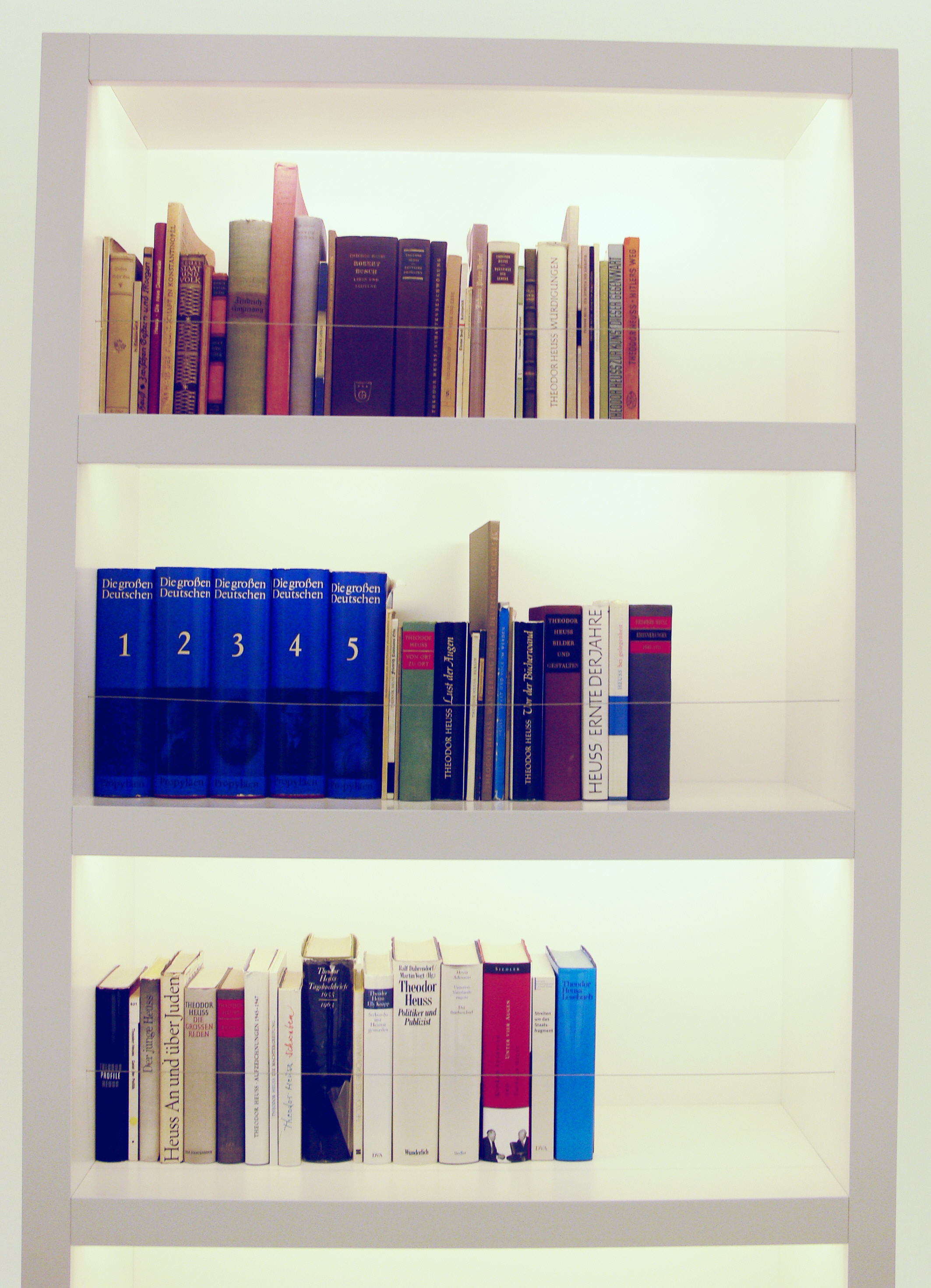
Een boekenkast

Een boekenkast is een, vaak uit hout vervaardigde, kast met schappen (planken) speciaal bedoeld om boeken in te zetten. Boeken worden in de boekenkast opgeborgen om ze in zo goed mogelijke conditie te houden en om ze desgewenst overzichtelijk neer te zetten (bijvoorbeeld op alfabetische volgorde op auteursnaam). De boeken kunnen desgewenst rechtop gehouden worden middels een boekensteun.

## Statussymbool
Een goedgevulde boekenkast geldt als een teken van educatie en wordt daarom (in sommige kringen) als een statussymbool gezien, zozeer zelfs dat het mogelijk is boeken per meter te kopen, bijvoorbeeld oude boeken van een bepaalde kleur, maar verder willekeurig.
Het is in strijd met de etiquette om ongevraagd een boek uit de boekenkast te pakken in een huis waar men te gast is.

## Geschiedenis
Aanvankelijk werden boeken in een boekenkist bewaard. In de 18e eeuw kwam de boekenkast in zwang.

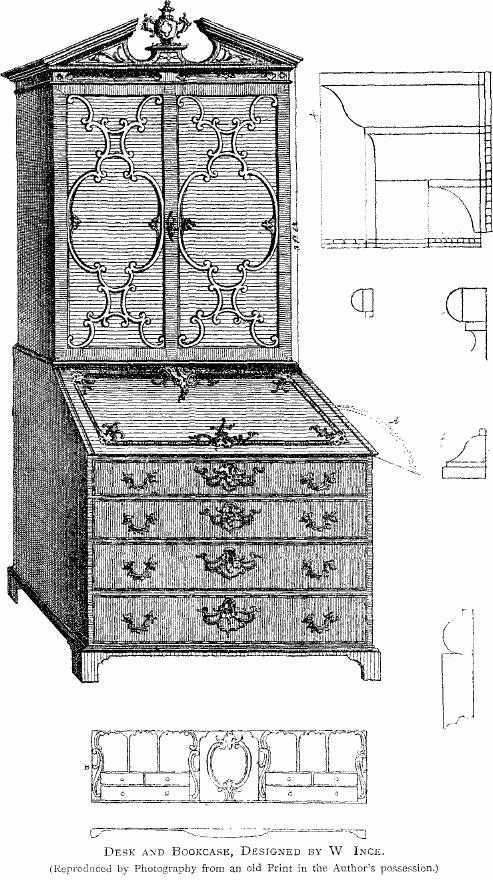
Bureau en boekenkast door William Ince, Londen 18e eeuw
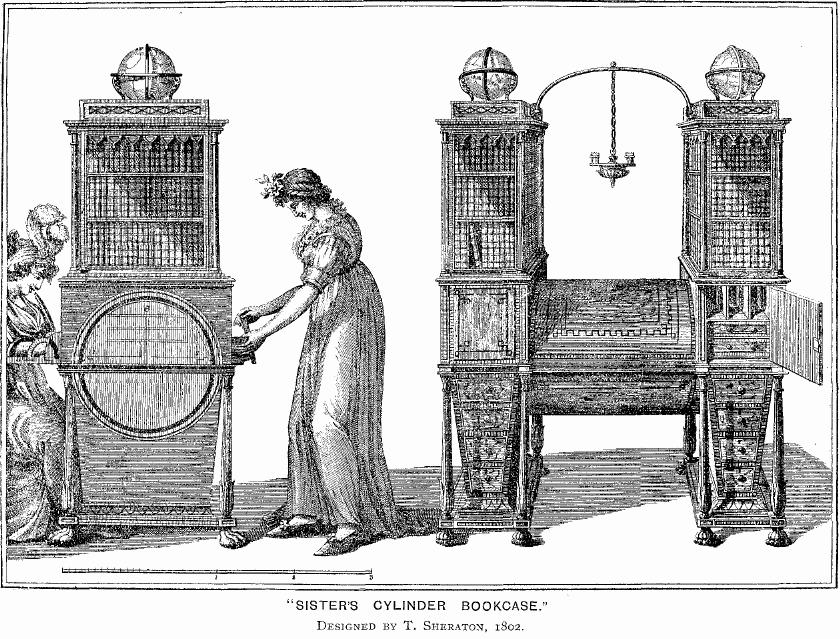
Cilinderboekenkast door Thomas Sheraton, Londen 1802
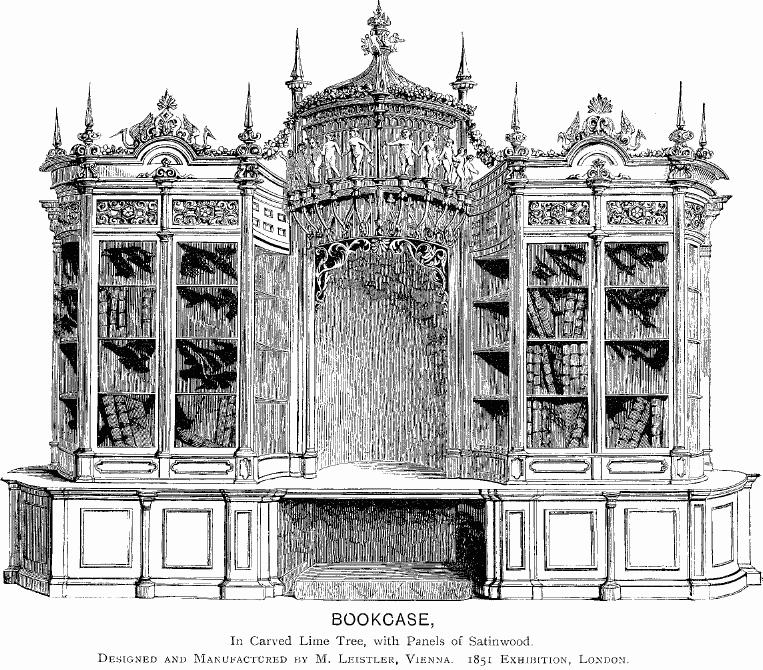
Boekenkast door Carl Leistler, Wenen 1851
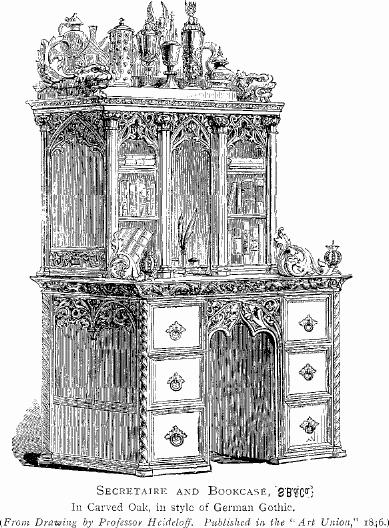
Duitse neogotische secretaire met boekenkast, 19e eeuw

## Vormen
Boekenkasten zijn er tegenwoordig in verschillende vormen:

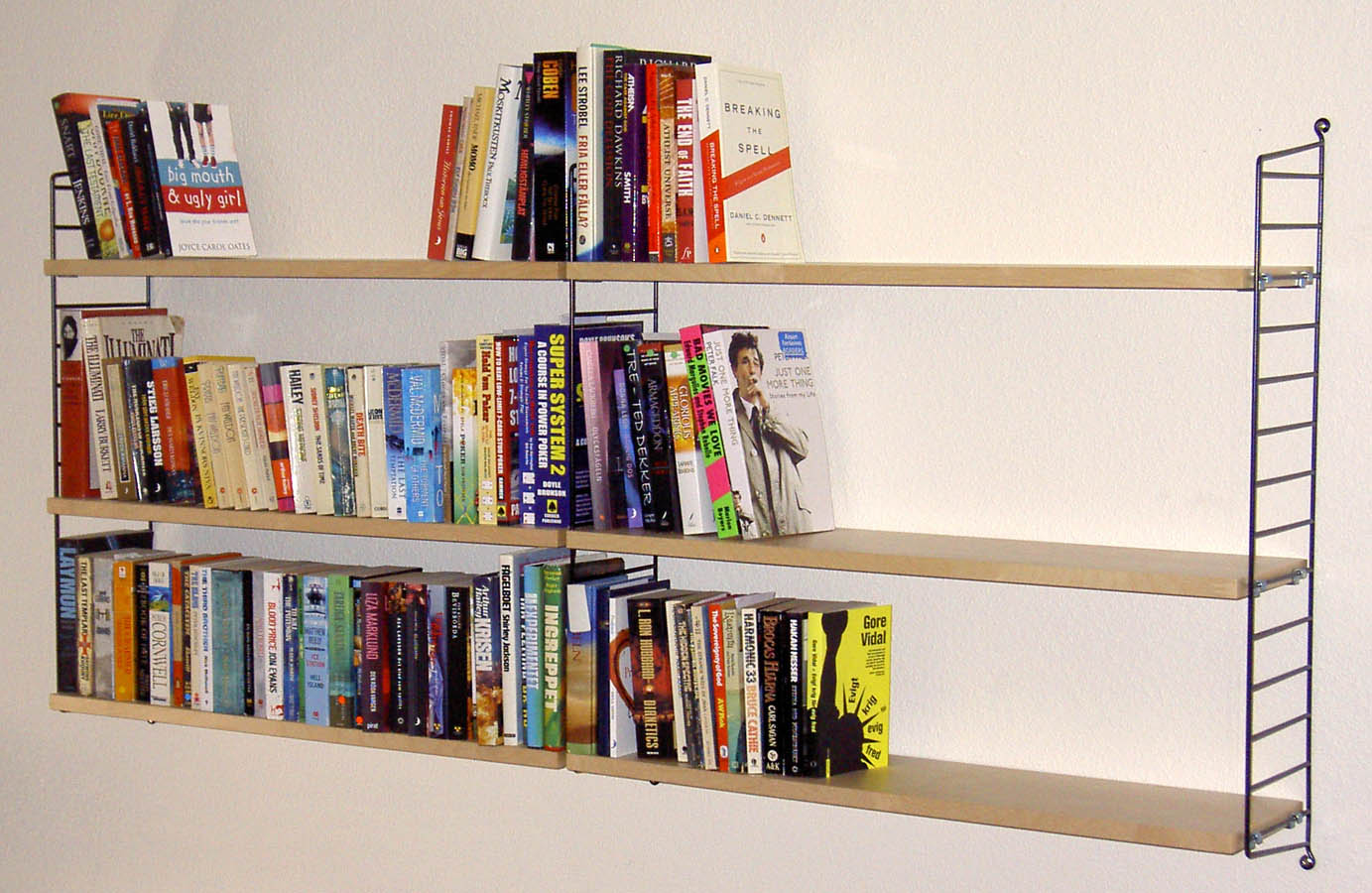
boekenrek
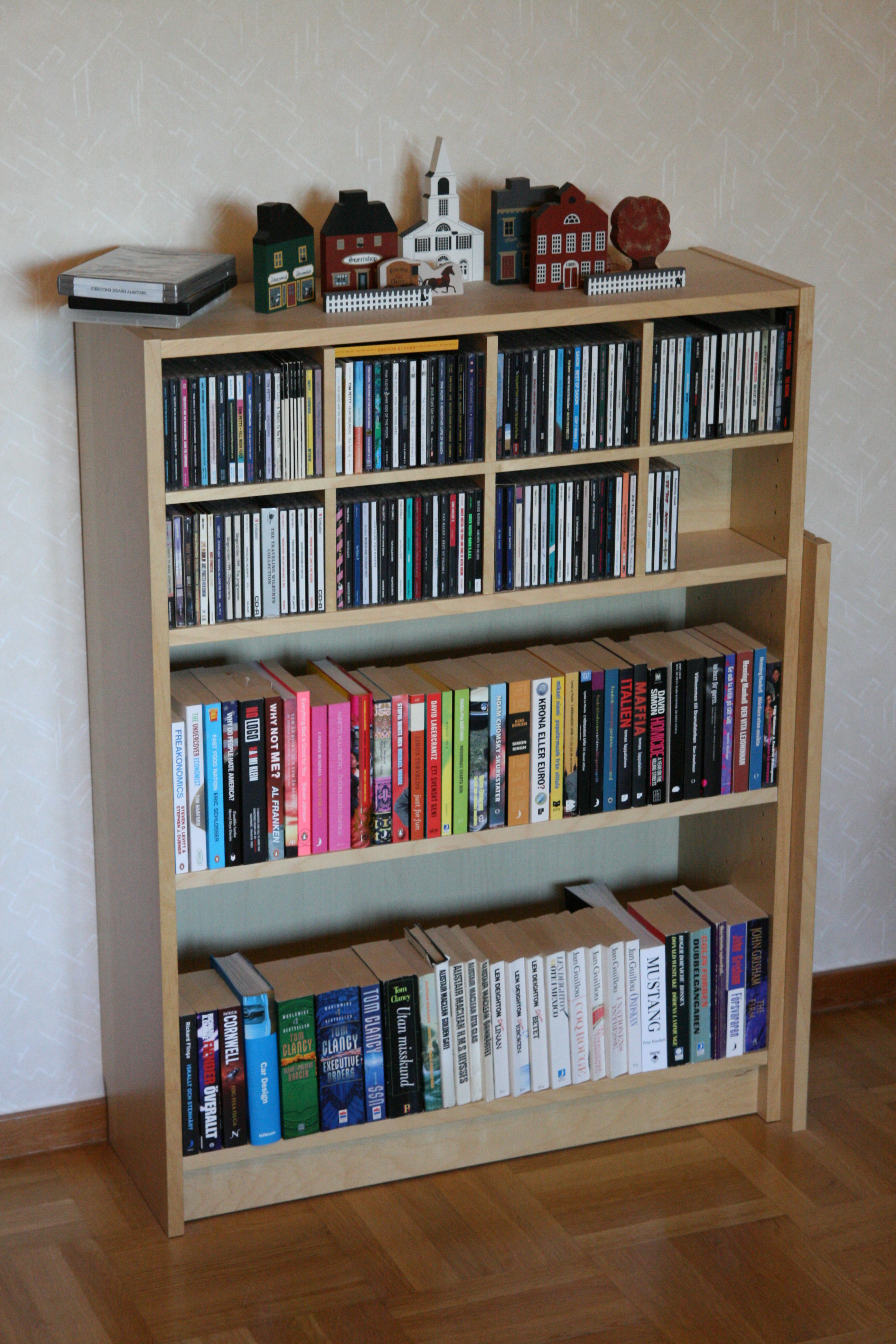
staande boekenkast
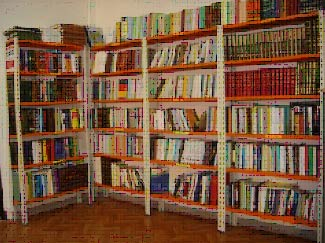
boekenstellage
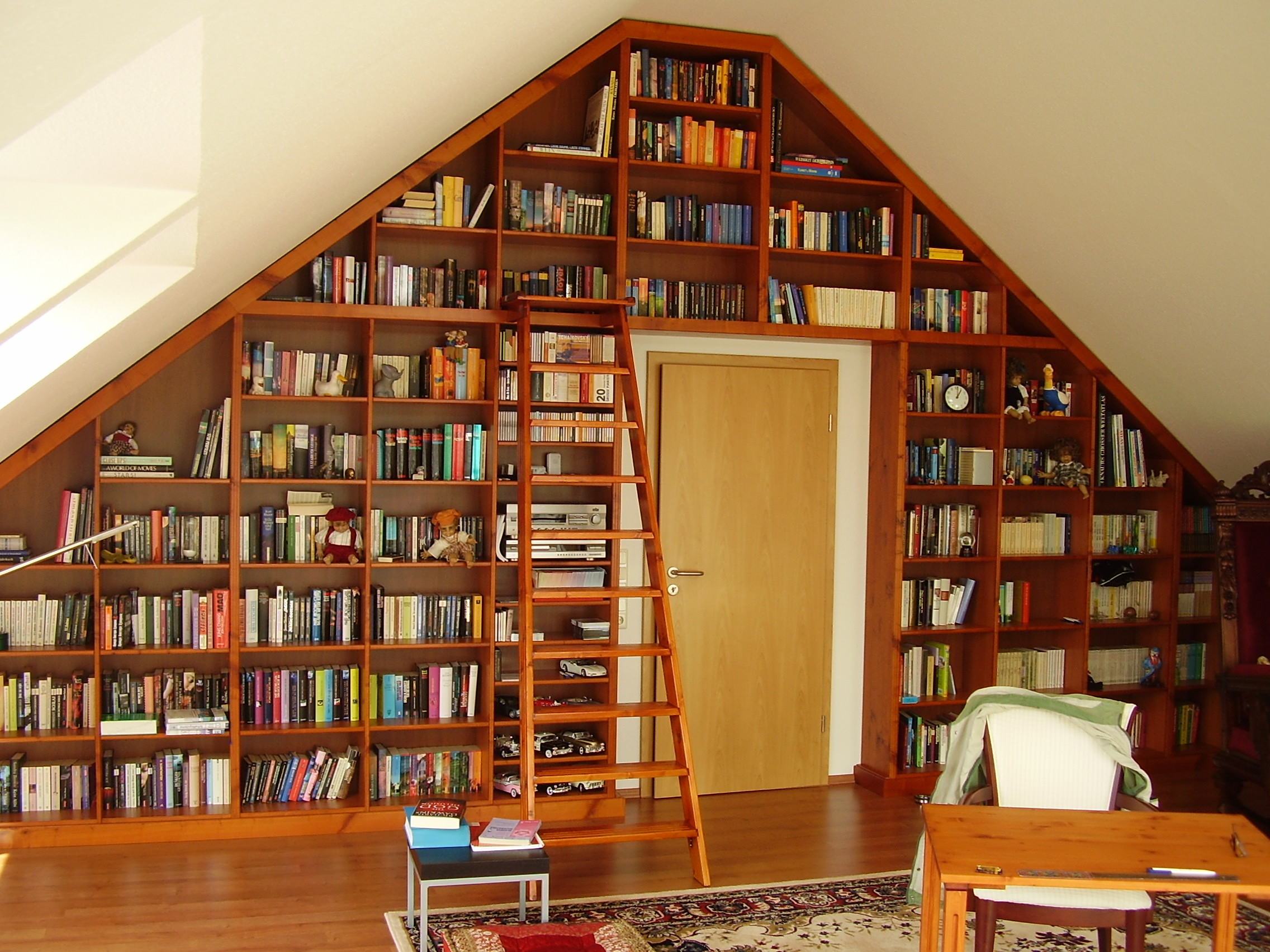
boekenwand

## Toepassingen
Naast de boekenkast in woningen, zijn boekenkasten onder meer ook te vinden in kantoren, bibliotheken en archieven.

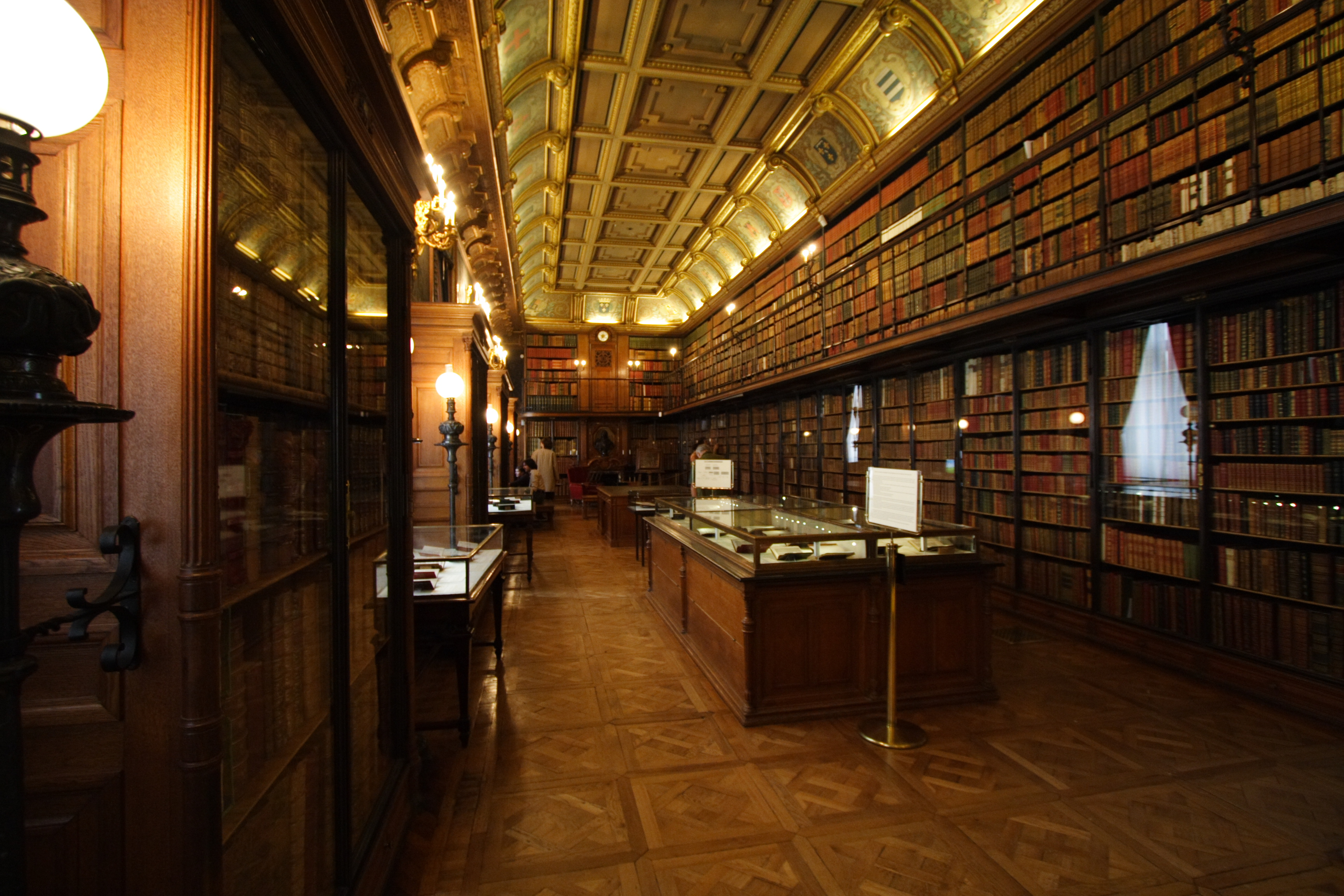
Bibliotheek
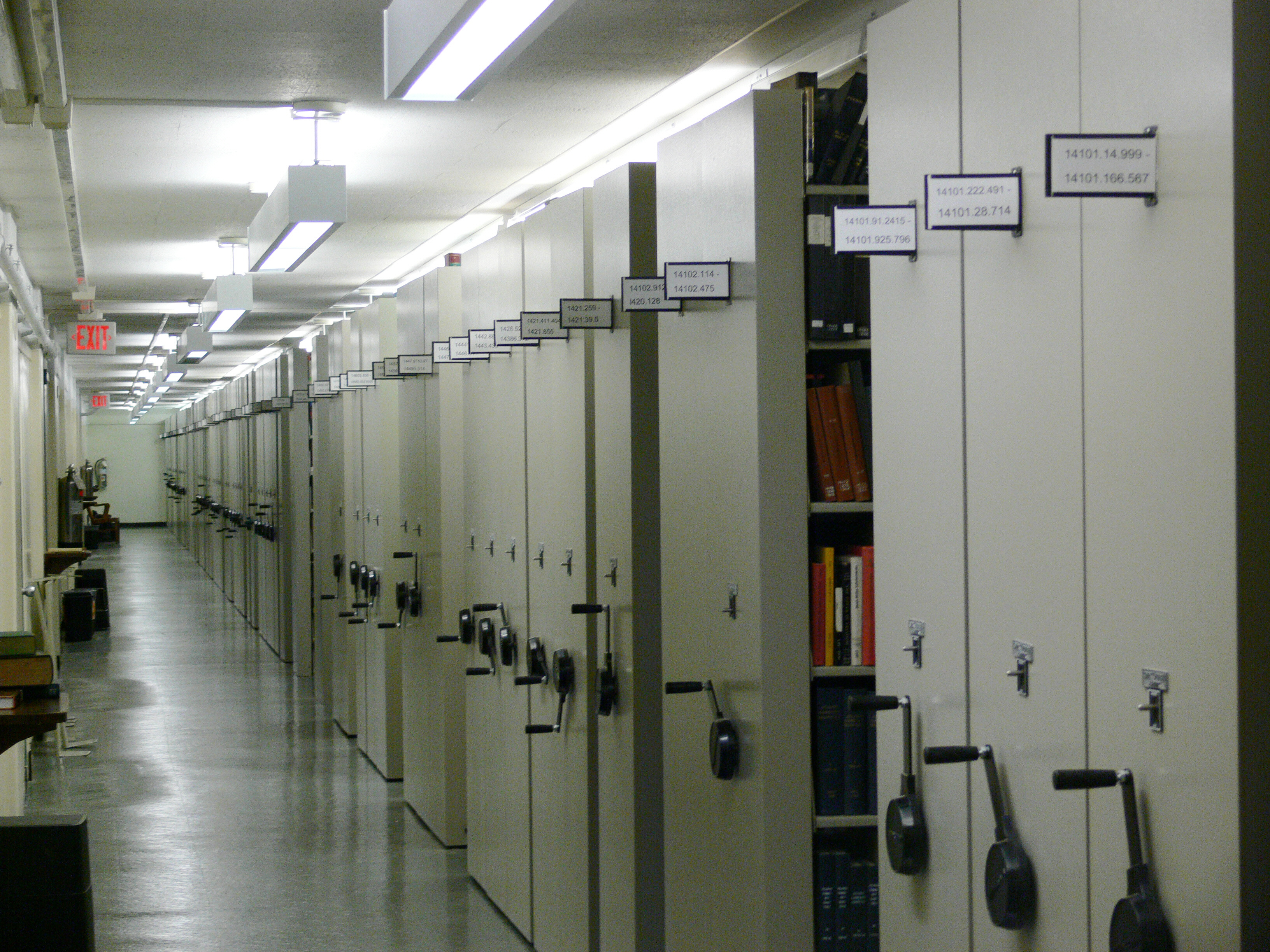
Magazijn
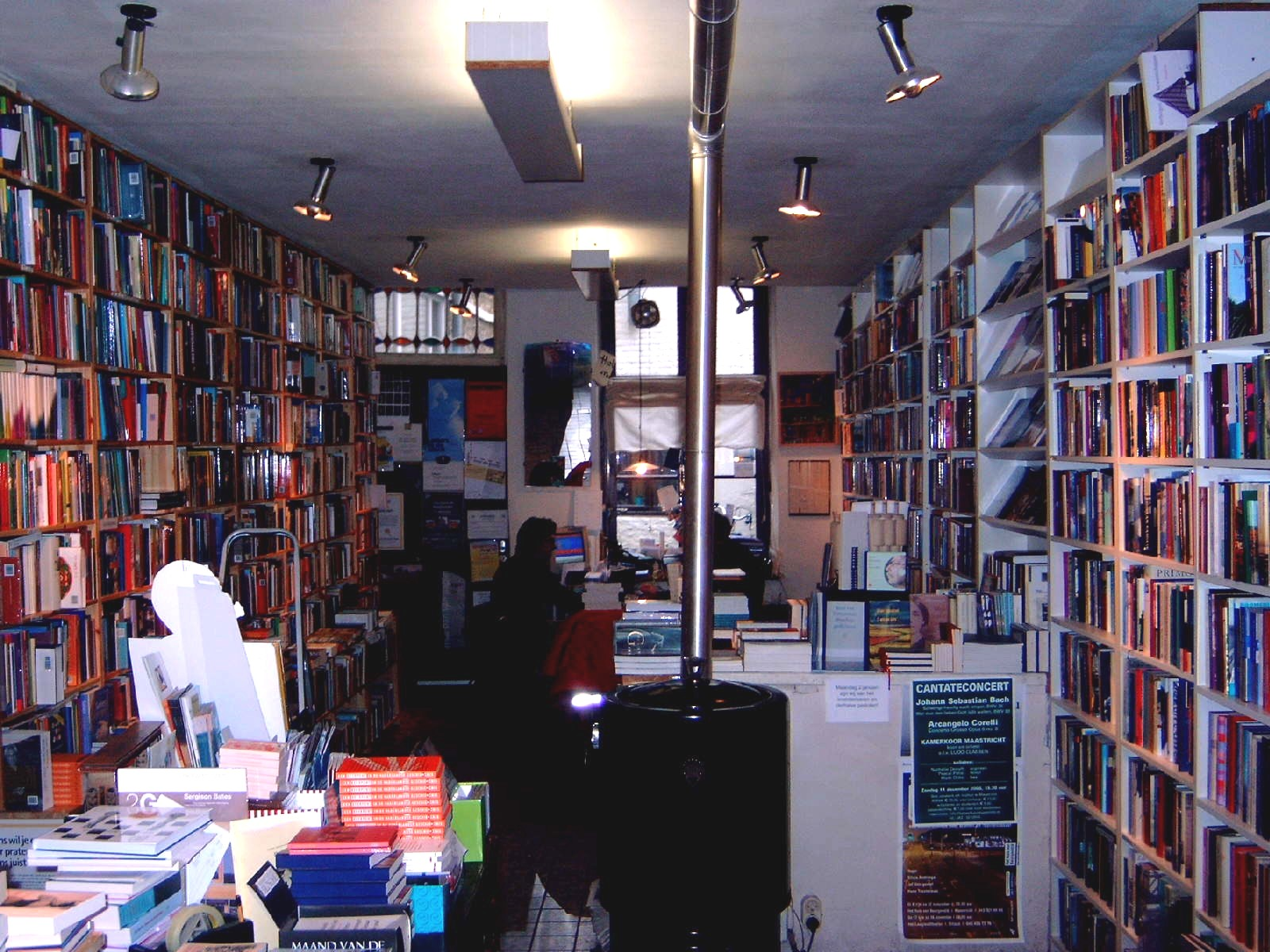
Boekenwinkels
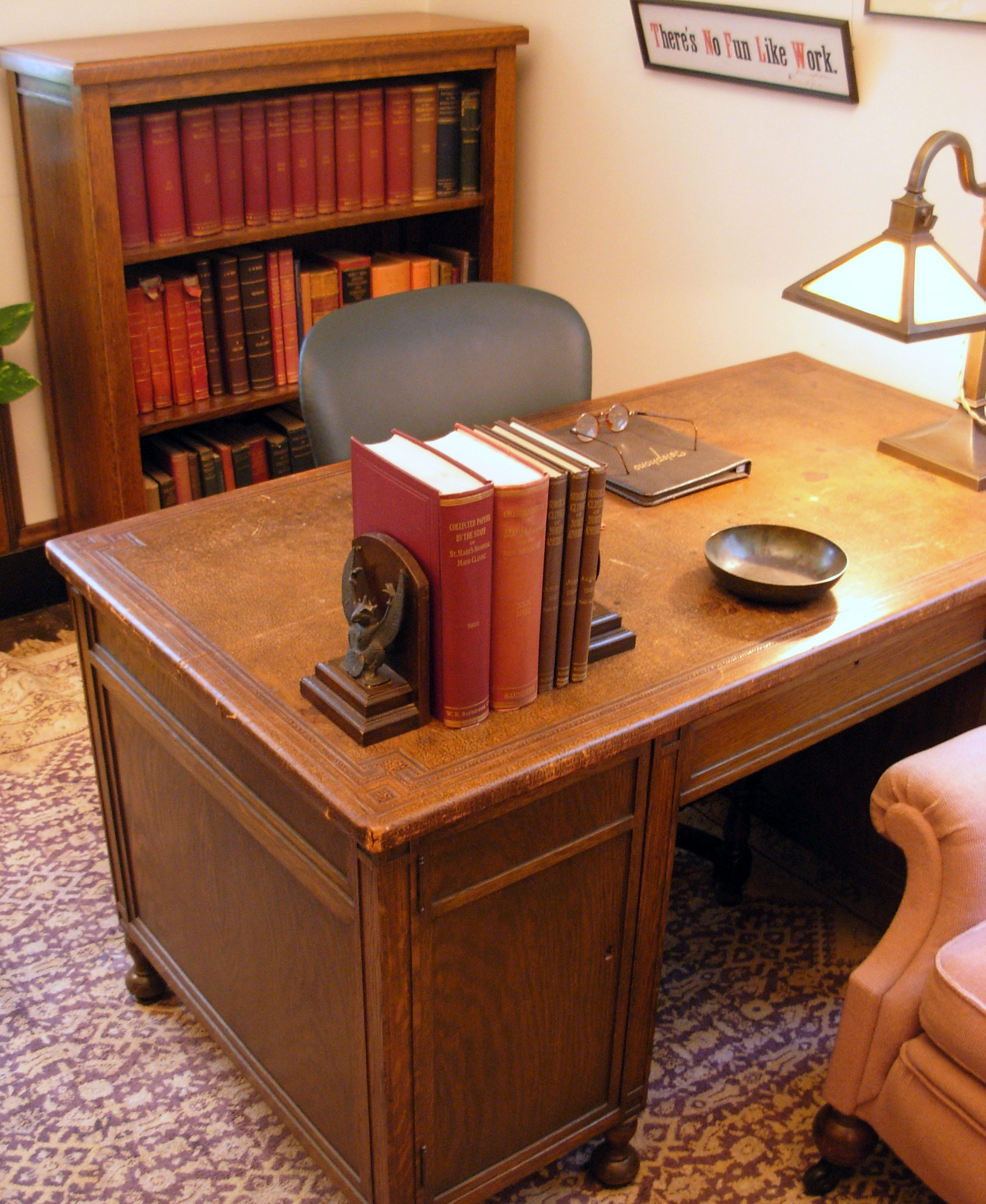
Kantoor
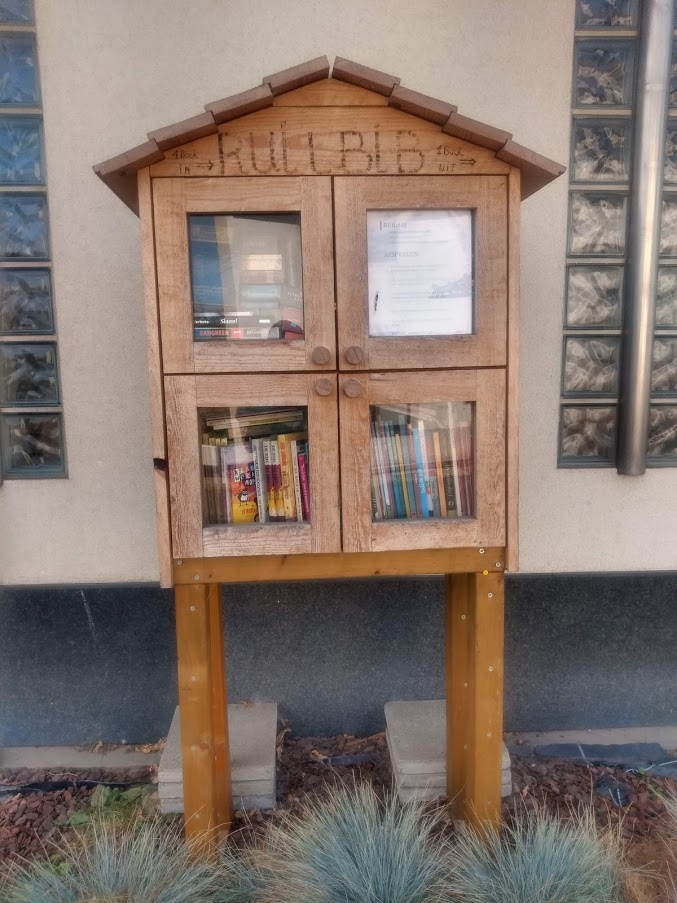
Openbare boekenkast

## Trivia
In 2019 maakte JanIsDeMan enkele muurschilderingen van boekenkasten.